# Чичерин, Пётр Александрович
Пётр Александрович Чичерин (1776—1848) — русский военный деятель эпохи наполеоновских войн, генерал от кавалерии, генерал-адъютант. Внук сибирского губернатора Д. И. Чичерина и генерал-аншефа П. А. Девиера.

## Биография

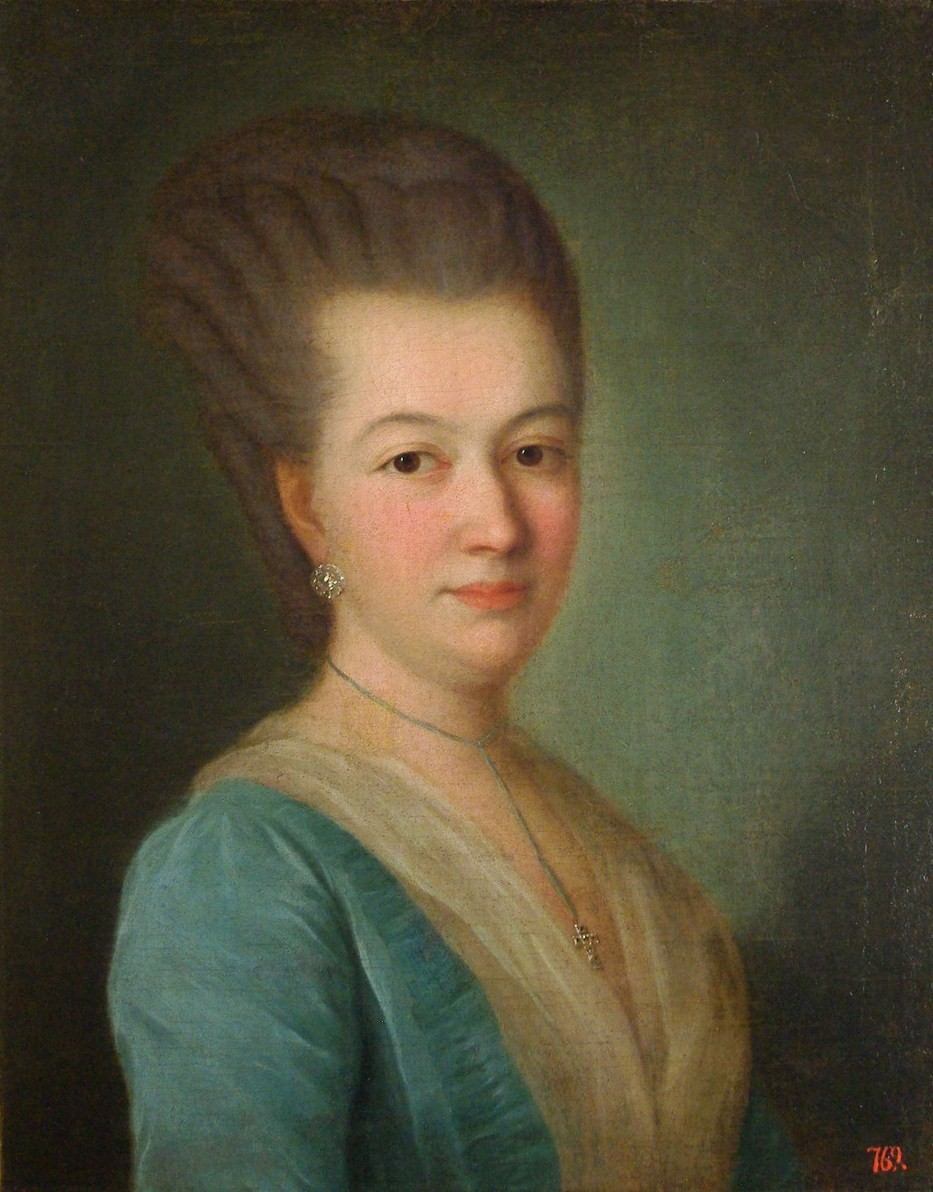
Е. П. Чичерина, мать

Сын белёвского уездного предводителя дворянства капитана Александра Денисовича Чичерина (ум. 1786) от его брака с графиней Екатериной Петровной Девиер, внучатой племянницей светлейшего князя А. Д. Меншикова. Родился в Санкт-Петербурге, крещён 13 февраля 1776 года в церкви Введения во храм Пресвятой Богородицы лейб-гвардии Семёновского полка при восприемстве Д. А. Чичерина и тётки В. П. Девиер. Унаследовал после отца солидное состояние.
8 апреля 1785 года был записан на военную службу в чине сержанта в лейб-гвардии Преображенский полк, а 1 мая 1786 года переведён в лейб-гвардии Конный полк в чине вахмистра. До 19-летнего возраста жил дома, на действительную службу был призван через год после смерти императрицы Екатерины II, 7 сентября 1797 года, получив чин корнета. В период правления Павла I быстро продвинулся по службе, а 4 декабря 1803 года был повышен в чине до полковника, добившись его менее чем за шесть лет действительной службы.

В кампанию 1805 года отличился в битве под Аустерлицем. В 1806—1807 годах участвовал в сражениях при Гейльсберге и Фридланде, 20 мая 1808 года получил за последнее орден Св. Георгия 4-го класса
В воздаяние отличного мужества и храбрости, оказанных в сражении 2 июня при Фридланде против французских войск, где, находясь у прикрытия батарей, с примерною твердостию выдерживал действия неприятельской артиллерии, отдаляя всякое на батареи наши покушение неприятеля.
 12 декабря 1809 года вступил в должность командира лейб-гвардии Драгунского полка.

На момент начала Отечественной войны в 1812 году командовал тем же полком. Во время боевых действий этот полк входил в состав 1-й бригады гвардейской кавалерийской дивизии 1-го резервного кавалерийского корпуса 1-й Западной армии. В качестве командира полка Чичерин сражался при Вилькомире, Витебске, Смоленске, а также в Бородинской битве и под Можайском, проявив храбрость в каждом из сражений. С сентября, желая продолжать воевать против французов, вступил в партизанский отряд под командованием генерала И. С. Дорохова. Отличился в сражении под Красным, за которое 6 декабря 1812 года был произведён в чин генерал-майора, 3 июня 1813 года награждён орденом Св. Георгия 3-го класса (№ 307)
В награду за отличную храбрость и мужество, оказанные в сражении против французских войск 4—6 ноября 1812 года под Красным.
В кампании следующего, 1813 года сражался в битвах при Люцене, Бауцене, Кульме и так называемой Битве народов под Лейпцигом, где получил ранение палашом в щёку. Оправившись от раны, Чичерин вернулся к строевой службе, участвовал в сражении Фер-Шампенуазе, получив за него орден Св. Владимира 2-й степени, и во взятии Парижа в 1814 году. После окончания боевых действий продолжал возглавлять лейб-гвардии Драгунский полк с одновременным назначением командиром 1-й бригады лёгкой гвардейской кавалерийской дивизии. 15 декабря 1825 года ему было присвоено звание генерал-адъютанта, а 1 января 1826 года — чин генерал-лейтенанта. 6 декабря того же года возглавил 1-ю лёгкую гвардейскую кавалерийскую дивизию. Участвовал в боевых действиях против Османской империи в 1828—1829 годах, а в 1831 году — в подавлении Польского восстания, возглавляя сводный Гвардейский корпус: участвовал во взятии Варшавы, затем преследовал мятежников до реки Камчика, сражался при Старом-Яцаке, Сураже и Остроленке. За проявленную при подавлении мятежа храбрость был удостоен ордена Св. Александра Невского.
В 1816 г. Чичерин командовал Лейб-гвардии Драгунским полком в Петергофе во время приезда принца Оранского. Учение прошло блестяще и император Александр I, довольный произведённым на принца впечатлением, первый раз изволил надеть мундир драгунского полка. По просьбе Чичерина, день парада, 4 июля, был сделан днём полкового праздника лейб-драгун.
18 декабря 1833 года назначен состоять при императоре, 22 апреля 1834 года был произведён в генералы от кавалерии. Скончался в Санкт-Петербурге, погребён в Троице-Сергиевой Приморской пустыни.

## Награды
Ордена Александра Невского с алмазами, Георгия 3-го и 4-го кл., Св. Анны 1-й ст. с алмазами, Владимира 2-й ст.; прусские Орден Красного Орла 1-й ст. и Пур ле Мерит, баварский Военный орден Максимилиана Иосифа 3-й ст.; знаки отличия «за Военное Достоинство» 2-й ст. и «за XL лет беспорочной службы»; Кульмский крест, золотая сабля «за храбрость» с алмазами.

## Семья

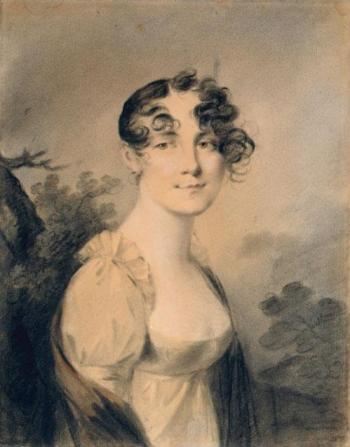
Александра Куракина на портрете А. Молинари

Жена (с 1809) — княжна Александра Алексеевна Куракина (12.02.1788—1819), дочь Алексея Куракина, одного из первейших сановников рубежа веков. Крещена была 15 февраля 1788 года в Исаакиевском соборе. По мнению современника, была «гордая кокетка и ветреница». Чичерин увез её от первого мужа Николая Сергеевича Салтыкова (1786—1849), не получив развода. Эта история наделала в свете много шума. Её дядя, князь Александр Куракин, до самой своей смерти больше ни разу не упомянул имени своей племянницы. Дети Чичериных, 4 сына и 2 дочери, получили права законных детей по Высочайшему указу в декабре 1819 года, уже после кончины их матери. Она умерла в мае 1819 года и была похоронена в Сергиевой пустыни, близ Петербурга.
- Александр Петрович (1809—29.05.1835[7]), поручик лейб-гвардии Конного полка, умер от чахотки.
- Павел Петрович (1810—1875), полковник, с 1837 года был женат на княжне Ольге Павловне Голицыной (1819—1886). был похоронен в Ростовском Спасо-Яковлевском монастыре[8].
- Екатерина Петровна (181. —1874), фрейлина, замужем не была.
- Наталья Петровна (1815—11.02.1875[9]), замужем не была, умерла от хронического катара легких.
- Константин Петрович (1816—08.03.1867[10]), действительный тайный советник, умер от ревматизма и порока сердца.
- Пётр Петрович (1817—1889), в 1836—1851 годах служил в Конной гвардии, генерал-майор; женат на Елизавете Алексеевне Свечиной (1827—1903).